# Waldmeister
Waldmeister, är en operett i tre akter med musik av Johann Strauss den yngre och libretto av Gustav Davis. Den framfördes första gången den 4 december 1895 på Theater an der Wien i Wien.

## Historia
Till och med före premiären på sin operett Jabuka i oktober 1894 hade Johann Strauss påbörjat arbetet med sitt nästa scenverk. Den 12 september skrev han från Bad Ischl till sin sekreterare Josef Priester: "Väderleken: 5 grader kallt, bergen blekta av snö, lämnar ingenting övrigt att önska. Tack vare detta är första scenen till 'Waldmeister' inte bara skissad, utan även delvis instrumenterad. Inledningen till operetten är så stämningsfull - i högst grad storartad - att jag inte kan avhålla mig från att arbeta med den. Jag har tappat allt intresse för 'Jabuka' för länge sedan. Farväl älskade! Nu till en annan!!"
Librettot till Waldmeister var skrivet av författaren Gustav Davis (1856-1951), som även hade författat librettot till Jabuka. Strauss entusiasm var stor, äntligen hade han fått ett libretto som han var tillfreds med. Strauss och Davis beslöt att dela tantiemen lika, och arbetet fortskred rasande fart. Kontraktet de skrev med Theater an der Wien fordrade att de hade det färdiga materialet klart till den 15 oktober 1895. Strauss levererade i tid och sa till ledningen för teatern: "Inte ens i min ungdoms glansdagar arbetade jag så outtröttligt". När verket skulle börja repeteras på teatern började det kärva till sig. Tenoren Alexander Girardi skulle, som så många gånger förr, sjunga huvudrollen som botanikprofessorn. Enligt Strauss uppfattning stod och föll uppsättningen med Girardi, som lagom till uruppförandet meddelade sitt avsked från teaters ensemble. Han ansåg inte ha fått tillräckligt svängrum i handlingen. Teaterledningen misslyckade med att beveka honom, men Strauss lyckades så småningom med att övertala Girardi att kvarstå i botanikprofessorsrollen, som var "skräddarsydd" just för honom.
Den 4 december 1895 ägde premiären rum. Strauss dirigerade själv ouvertyren och hela föreställningen fick ett entusiastiskt mottagande av såväl publik som presskritik. Den spelades 88 gånger på Theater an der Wien och skulle bli den mest framgångsrika av alla hans senare scenverk. Bland celebriteterna som bevistade premiären befann sig tonsättaren Johannes Brahms. Författaren och tonsättaren Richard Heuberger skrev senare: "Brahms var väldigt entusiastisk över framförandet av 'Waldmeister'. Han prisade stycket i allmänhet och den smarta, förtätade texten i synnerhet: '..., som jag själv hade velat tonsätta rakt av! - och orkesterljudet! Så makalöst Strauss orkestrerar! Han skulle säkert ha kunnat åstadkomma musiken bättre i forna dagar, men verket som helhet!" Musikkritikern Eduard Hanslick citerade senare Brahms när denne sa att Strauss "strålande" orkestrering "påminde honom om Mozart". Recensenten i tidningen Neues Wiener Tagblatt skrev den 5 december 1895 om premiären: "Ouvertyren dirigerades av Johann Strauss själv. När han infann sig på dirigentpulten utbröt en storm av applåder, som upprepades efter ouvertyren var klar. Strauss fick buga sig om och om igen. Sedan överlämnade han taktpinnen till Kapellmästare [Adolf] Müller och denne utmärkte musiker dirigerade föreställningen med stor energi. Det förekom repriser, applåder efter scener och efter varje aktslut, och efter föreställningen avtackades hela ensemblen och Johann Strauss, vars 'Waldmeister-Walzer' säkerligen kommer att bli mycket populär i Wien".
Den 28 oktober 1896 sattes Waldmeister upp på Södra Teatern i Stockholm. Den spelades 48 gånger med det försvenskade namnet "Förgät mig ej". Av Strauss operetter överträffades den siffran endast av Läderlappen, som gavs 98 gånger i Stockholm under 1800-talet.

## Personer
| Roller                                     | Stämma      |
| ------------------------------------------ | ----------- |
| Christoff Heffele, amtman                  | baryton     |
| Malvina, hans fru                          | mezzosopran |
| Freda, deras dotter                        | sopran      |
| Tymoleon von Gerius, skogsinspektor        | baryton     |
| Botho von Wendt, en ung adelsman           | tenor       |
| Pauline, sångerska                         | sopran      |
| Jeanette, hennes väninna                   | sopran      |
| Erasmus Friedrich Müller, botanikprofessor | tenor       |
| Erich                                      | tenor       |
| Danner                                     | baryton     |
| Martin                                     | baryton     |

## Musiken
- Ouvertyr
- Nr. 1 Inledning och Entrésång: (Martin, Erich, Pauline, kör)
- Nr. 2 Lied: (Botho)
- Nr. 3 Couplet: (Erasmus)
- Nr. 4 Entré-couplet: (Jeanne)
- Nr. 5 Ensemble: (Kör, Pauline, Botho)
- Nr. 6 Duett: (Pauline, Tymoleon)
- Nr. 7 Final I: (Alla)
- -    Mellanaktsmusik (orkester)
- Nr. 8 Lawn-Tennis-kör: (Damkör)
- Nr. 9 Terzett: (Pauline, Heffele, Danner)
- Nr. 10 Ensemble och arietta: (Kör, Malvina, Freda, Tymoleon, Botho)
- Nr. 11 Duett: (Botho, Freda)
- Nr. 12 Couplet: (Erasmus)
- Nr. 13 Terzett: (Pauline, Tymoleon, Jeanne)
- Nr. 14 Final II: (alla)
- -   Mellanaktsmusik (orkester)
- -   Melodram (orkester)
- Nr. 15 Lied: (Tymoleon)
- Nr. 16 Couplet: (Erasmus)
- Nr. 17 Septett: (Pauline, Erasmus, Botho, Freda, Tymoleon, Malvina, Jeanne, kör)
- Nr. 18 Slutsång

Under många år hade familjen Strauss gjort reklam för olika kompositörers operor och operetter genom att sammanställa egna orkesterverk med teman från verken. I och med Indigo und die 40 Räuber påbörjade Johann Strauss ett liknande tillvägagångssätt men denna gång med sina egna operetter. Utifrån musiken till Waldmeister sammanställde han sammanlagt sex separata orkesterverk:
- Trau, schau, wem!, Vals, Opus 463
- Herrjemineh, Polka-française, Opus 464
- Liebe und Ehe, Polkamazurka, Opus 465
- Klipp-Klapp-Galopp, Schnellpolka, Opus 466
- Es war so wunderschön, Marsch, Opus 467
- Waldmeister-Quadrille, Kadrilj, Opus 468